# Літературна премія імені Василя Юхимовича
Літературна премія імені Василя Юхимовича (Премія Юхимовича) — українська літературна премія, творча відзнака за вагомий внесок у розвиток української літератури, поезії, прози, публіцистики та літературної критики.

## Історія премії
Премія імені Василя Юхимовича була започаткована українським письменником, заслуженим журналістом України, членом Національної спілки письменників України та Національної спілки журналістів України Віктором Васильчуком.
Першим головою Оргкомітету Премії Юхимовича був Микола Сингаївський, потім — Василь Довжик, нині його очолює Василь Головецький, заступником голови Оргкомітету премії Юхимовича — Віктор Васильчук.

## Положення про премію
Премію імені уродженця Коростенщини, поета, гумориста, журналіста, заслуженого діяча мистецтв України Василя Юхимовича за визначні твори в літературі щорічно присуджують  письменникам за роботи, що відзначаються високим художнім рівнем у розкритті тем і образів, співзвучних настроям любові до рідного краю, виховання духовності і культури, національної свідомості, утвердження високих гуманістичних ідеалів, розбудови незалежної Української держави.
Премію присуджують до Всеукраїнського літературно-мистецького свята «Просто на Покрову», що щорічно відбувається у другу суботу жовтня на Коростенщині.
Щорічно встановлюється три премії в розмірі 1500 гривень кожна. Від молодіжного відділення Міжнародної громадської організації «Земляцтво житомирян» встановлено четверту премію для молодих авторів розміром 500 гривень за раніше не опубліковані поетичні та прозові твори.
Твори, що подаються на номінації Премії, мають бути опубліковані (оприлюднені) у завершеному вигляді протягом останніх трьох років, але не пізніш як за три місяці до їх висунення на здобуття Премії, мати позитивні рецензії в критиці, літературних журналах, засобах масової інформації.
На здобуття Премії подаються:
- клопотання про присудження Премії;
- завірений протокол засідання, на якому було ухвалено рішення про висунення твору на здобуття Премії;
- власне сам твір (у трьох примірниках);
- рецензії, статті, відгуки про твір (твори) номінанта (ксерокопії).

Розгляд, обговорення та оцінка творів, представлених на здобуття Премії проводяться Організаційним комітетом (далі — Оргкомітет) у складі семи осіб. Оргкомітет діє на громадських засадах. Склад Оргкомітету формується з представників благодійної вільної газети «Вечірній Коростень», Житомирського обласного управління культури, Житомирського обласного Центру народної творчості, Житомирської обласної організації НСПУ, Коростенської райдержадміністрації, молодіжного відділення Міжнародної громадської організації «Земляцтво житомирян». Основною формою роботи Оргкомітету є засідання. Його веде голова Оргкомітету, або його заступник. Рішення Оргкомітету про присудження Премії приймається відкритим голосуванням простою більшістю голосів присутніх членів Оргкомітету. У разі, якщо при голосуванні результати розподілилися порівну, то голос головуючого на засідання є ухвальним.
Фінансування Премії, її вручення відбуваються за участі Коростенських райдержадміністрації та райради.
До премії додаються Диплом та нагрудний знак у вигляді овала, на якому три сині квітки льону, перо і напис: «Премія ім. В. Юхимовича».

## Лауреати Всеукраїнської літературно-мистецької премії імені Василя Юхимовича

### 2008 рік
1. Тетяна Микитчук (м. Коростень) за книгу поезій «Подих віків»
2. Василь Довжик (м. Київ) за книгу прози "Кам"яна дуга над безоднею"
3. Михайло Пасічник (м. Житомир) за книгу гумору «Вказівний перст жони».[5]

### 2009 рік
1. Михайло Сич, поет та художник за книгу «Житнє сонце» (м. Житомир)
2. Віктор Лупейко, заслужений вчитель України, поет, прозаїк за книгу «Витязі української духовності» (м. Тетерів)
3. Володимир Стрекаль, журналіст, поет-гуморист за книгу «Забута заповідь» (м. Київ).[6]

### 2010 рік
1. Тамара Дяченко (м. Севастополь) за книгу прози «Постаті шани»
2. Микола Білокопитов (м. Запоріжжя) за книгу гумору «Принциповий флюгер»
3. Василь Головецький (м. Житомир) за книгу поетичних перекладів «Світло небесне».

### 2011 рік
1. Володимир Савченко (м. Житомир) за книгу прози «Фрески пам'яті»
2. Микола Сингаївський (м. Київ) за книгу поезій «Іскоростенська райдуга»
3. Богдан Годованець (м. Коростень) за книгу гумору «Сміх і сльози»
4. Ольга Гура (м. Малин) за книгу "В ріці любові…).

### 2012 рік
1. Оксана Геращенко (Коростень) за книгу «Впіймана мить»,
2. Марія Хімич (Житомир) за книгу «Півні-Ч»,
3. Петро Осадчук (Київ) за книгу «Родинний спадок»
4. Пилип Юрик (Запоріжжя) за збірку пісень на його слова «Калина хортицька».[7]

### 2013 рік
1. Вадим Карпенко за книгу прози «Пригоди Марка і Харка» (Київ)
2. Наталка Поклад за збірку поезій «Німбом золотим» (Київ)
3. Олександр Лук'яненко за книгу поезій «Філософія українського серця» (Полтава)
4. Василь Сташук за книгу поезій «Живу на долонях у матері» (Брусилів, Житомирщина)
5. Василь Дацюк за книгу гумору «Діагноз» (Миропіль, Житомирщина)
6. Віктор Васильчук (Коростень) за оповідання «Чорнобильські поневіряння Бучі» (Коростень)[8]

### 2014 рік[9]
1. Олег Майборода (Дніпродзержинськ)
2. Іван Малюта (Київ)
3. Олег Гончаренко (Мелітополь)
4. Григорій Цимбалюк (Житомир)
5. Ольга Пилипчук (Кременчук)
6. Галина Цепкова (Коростень)

### 2015 рік
1. Сергій Куліда (Буча)

### 2016 рік[10]
1. Тимур та Олена Литовченки (Київ), за книгу прози «Фатальна помилка»
2. Олесь Коляда за книгу пісень на вірші Миколи Сингаївського «Реквієм Чорнобривцю»
3. Олександр Косенко за книгу поезій «Гартування води»
4. Василь Титов за книгу рубаїв «Серцем шукаю тебе»
5. Наталія Осипчук за роман «Осінь. До запитання…»
6. Наталія Дев'ятко за книгу фольк-реалістичних оповідань «Злато сонця, синь води»

### 2017 рік
1. Надія Позняк (Суми) за книгу віршів «Шкіра»
2. Валерій Романько за книгу «Слов'янськ літературний»
3. Петро Кухарчук (Житомир) за книгу «Коло»
4. Анатолій Клюско (Новоград-Волинський) за книгу «Анатомія кохання»
5. Валентина Сидорук (Миколаївщина) за книгу «Життя після війни»
6. Богдан Дячишин (Львів) за книгу «Крихти живого часу Андрія Содомори»

### 2018 рік
1. Лілія Бех (м. Коростень),
2. Олександр Кухарчук (м. Бердичів),
3. Володимир Святненко (м. Брусилів),
4. Василь Прухницький (м. Львів)
5. Тетяна Череп-Пероганич (м. Київ).

### 2019 рік
1. Тамара Васильєва, книга «Мамина хустка»
2. Юлія Драгун, книга «Ой у віночку з барвіночку»
3. Сергій Мартинюк, книга «Народжені перемагати, або краще померти стоячи, ніж жити на колінах»
4. Сергій Сокольник, книга «Горизонт подій»
5. Ігор Фарина, книга «Любов у негоду»
6. Валерій Хмелівський, книга «Короновані любов'ю»
7. Євгенія Юрченко, книга «Аритмія мовчання».

### 2020 рік
1. Віктор Петрович Крупка за збірку поезій «Химерник»(Вінниця)
2. Наталія Корнівська за збірку дитячих оповідок «Ласочка», «Віра та Багіра», «Вірочка на Святій Землі» (Крижопіль)[11][12]
3. Микола Павленко за книгу «Холодноярські тризуби»
4. Владислав Таранюк за сценарій «Чорна акула»,
5. Соломія Зеленська за роман «Сповідь священика»
6. Олександр Жигун, художній керівник народної академічної хорової капели «Почайна»
7. Людмила Камерон за книгу поезій «Твої долоні у моїх»
8. Михайло Жайворон за «Білу книгу пророцтв»

### 2021 рік[13]
1. Микола Ярмолюк, м. Радомишль (Житомирщина) за книгу "Жито родить на життя (проза).
2. Сергій Сіваченко, смт Хорошів (Житомирщина) — «Блаженство вибору» (поезія).
3. Ірина Кримська, м. Малин (Житомирщина) — «На перехресті долі та Ірші» (поезія).
4. Леонід Закордонець, м. Ірпінь (Київщина) — «Доторкнімося душами» (поезія).
5. Василь Шкіря, м. Іршава (Закарпаття) — «Бітанга» (пригодницько-фентезійний детектив для дітей).
6. Анна Морозова, м. Київ — «Четвертий помічник святого Христофора» (авантюрно-психологічний роман).
7. Жанна Дмитренко, м. Вінниця — «Благословен дух творчості людської» (поезія).
8. Наталія Данилюк, селище Перегінське (Івано-Франківщина) — «Непроминальне» (поезія).

### 2022 рік[14]
1. Людмила Морар, м. Малин — за книжку «Я слухаю зорі»
2. Микола Савчук, смт Віньківці — за поетичну збірку «Ружа трояка»
3. Василь Горбатюк — за роман «Вигнані з Раю».
4. Василь Головецький, заслужений журналіст України, письменник — у номінації «Барвисте слово рідного Полісся»

2023 рік 
1. Олег Павлів, м. Прага (Чехія) за збірку авторських й упорядкованих книг і антологій "Світло в темряві", "Голос Європи", "Янгол України", "Квартет для фортепіано і струнних ля мінор" та "Едельвейси України"
2. Віталій Корж, м. Київ за книгу "Еківоки"
3. Анатолій Каретний, м. Кропивницький за книгу "Сходження"
4. Тетяна Грицан-Чонка, Закарпатська обл. за книгу "Золоте яблуко"
5. Іван Тичина, м. Житомир за книгу "Заплітаючи чорну косу з ракет і дронів"